# Korak anđela
Korak anđela je epizoda Dilan Doga objavljena u Srbiji premijerno u svesci #159. u izdanju Veselog četvrtka. Iako na str. 2 stoji datum 16.4.2020, sveska se pojavila na kioscima u Beogradu već 9.4.2020. Koštala je 270 din (2,3 €; 2,7 $). Imala je 94 strane.

## Originalna epizoda
Originalna epizoda pod nazivom Il passo dell'angelo objavljena je premijerno u #368. regularne edicije Dilana Doga u Italiji u izdanju Bonelija. Izašla je 27.4.2017. Naslovnu stranicu je nacrato Gigi Cavenago. Scenario je napisao i epizodu nacrtao Gigi Simeoni. Koštala je 3,9 €.

## Kratak sadržaj
U elitnoj Londonskoj baletnoj školi srednjoškolke Matilda i Dženifer ostaju do kasno uveče da bi uvežbale komplikovana baletski potez “Let buntovnog anđela” (Un gand-jete en tournant). Najstroža učiteljica u školi, gospođa Meri Vilson, smatra da su obe netalentovane za balet i tretira ih s prezirom. Obe devojke su pod velikim stresom zbog činjenice da imaju poteškoća sa ispunjavanjem zadatka. Nakon sutrašnjeg kontrolnog iz hemije, Dženi umire pod čudnim okolnostima u školskom toaletu, dok sutradan i Matilda izvršava samoubistvo, bacajući se kroz prozor škole. 
Inspektor Karpenter i narednik Ranija dolaze u školu da razgovaraju sa gospođom Vilson. Ona i ne krije da su Matilda i Dženi bile “drske droljice i prosečne učenice”, koje svakako ne bi prošle ispit koji je uskoro trebalo da polažu. Za to vreme, Megi, učenica škole kojoj su Matilda i Dženifer bile dobre prijateljice, dolazi kod Dilana da ga zamoli da istraži slučaj. Ona ne veruje da su obe izvršile samoubistvo i objašnjava mu da veruje da u školi postoji neobjašnjivo zlo, pozivajući se na glasine o zlim duhovima. Dilan prihvata slučaj i noću krišom ulazi u kuću učiteljice Vilson. Preturajući po stvarima, nailazi na njen dnevnik u kome se nalazi fotografija mlade baletanke Vilson sa učiteljem Hansom Kelerom. U kuhinji zatiče čudovište u poluljudskom obliku, koje pretura po frižideru punim ostataka domaćih životinja. Čudovište napada Dilana, ali on uspeva da se odbrani, nakon čega čudovište skače kroz prozor i beži.
Dilan uz pomoć Gruča i Interneta istražuje poreklo Hansa Kelera i pronalazi da se zapravo radi o Hansu Vajsmanu, nacističkom SS oficiru, koji je u mladosti bio baletan. Za vreme rata, primoravao je ratne zarobljenike da izvode baletsku tačku i pokret “Die Flucht des rebendelenangel” (Let buntovnog anđela). Zarobljenici koji to ne bi uspeli, bili bi ponižavani i streljani. Dilan se sreće sa Ranijom i prepričava joj detalje iz mladosti učiteljice Vilson, koje je našao u njenom dnevniku. Uzimala je časaove kod Hansa Kelera, koji je u stvari bio prerušeni Hans Vajsman. Vajsman je bio okrutan učitelj i kažnjavao Vilsonovu za najmanju grešku na ponižavajući način. Vilsonova je bila jedna od retkih balerina koja je uspela da izvede Buntovnog anđela, ali se nakon toga povredila i prekinula baletsku karijeru. Nakon što joj je sve ovo ispričao, Ranija moli Dilana da prekine istragu.

## Odnos Ranije i Dilana
Ranija Rakim se prvi put pojavila u epizodi Anarhija u Ujedinjenom kraljevstvu (#130). Od tada je odnos Ranije i Dilana pod tenzijom, jer mu Ranija odnosa prema ženema (Ukus vode, #135). Autori u ovoj epizodi stavljaju veći naglasak na Raniju. "Čak je i Simeoni crta sa mnogo više facijalne ekspresije dajući joj karakterizaciju na koju do sada nismo baš bili naviknuti. Već je nagovešetno ranije da je narednica Rakim neosvojiva simpatija Dilana Doga. Dilan je uvek bio više poput nespretnog tinejdžera zaljubljive prirode, nego što je bio poput neke neustrašive muške figure i kao takav je uvek osvajao žene koje mu se dopadaju. Hoće li i sa Ranijom na kraju biti tako?" Epizoda se završava poljupcem Ranije i Dilana, nakon čega saznajemo da se i inspektor Karpenter takođe udvara Raniji.

## Prethodna i naredna epizoda
Prethodna sveska nosila je naziv Uspavanka za poslednju noć (#158), a naredna Grafički horor roman (#160).